# 何曼德
何曼德（英語：Monto Ho，1927年3月28日—2013年12月9日），中華民國生物學者，生於四川省重慶市，籍貫湖南，擁有中華民國與美國雙重國籍。專長為為微生物學、病毒學、感染症及抗生素抗藥性，為干擾素專家，中研院第12屆院士。父親為中華民國外交官何鳳山。

## 生平
何曼德的父親何鳳山是中華民國外交官，曾任中华民国驻埃及、墨西哥和哥伦比亚大使。納粹德國興起時，他任職中華民國駐維也纳領事館期間，曾不顧上司反對，對德國猶太人發出大量簽證，讓猶太人前往上海，以協助他們逃亡，有“中国辛德勒”之称。何曼德自小跟隨父親駐外，先後居住過土耳其、奧地利、德國與美國等國。
1954年，何曼德獲得哈佛大學醫學博士學位，之後在匹茲堡大學進行研究工作。1997年，他自美國匹茲堡大學醫學院及公共衛生研究院退休，並且在台灣組織微生物研究諮詢實驗室，研究台灣抗生素抗藥性問題。2013年12月9日，何曼德於美國匹茲堡大學醫學中心逝世。